# Willy Marckwald

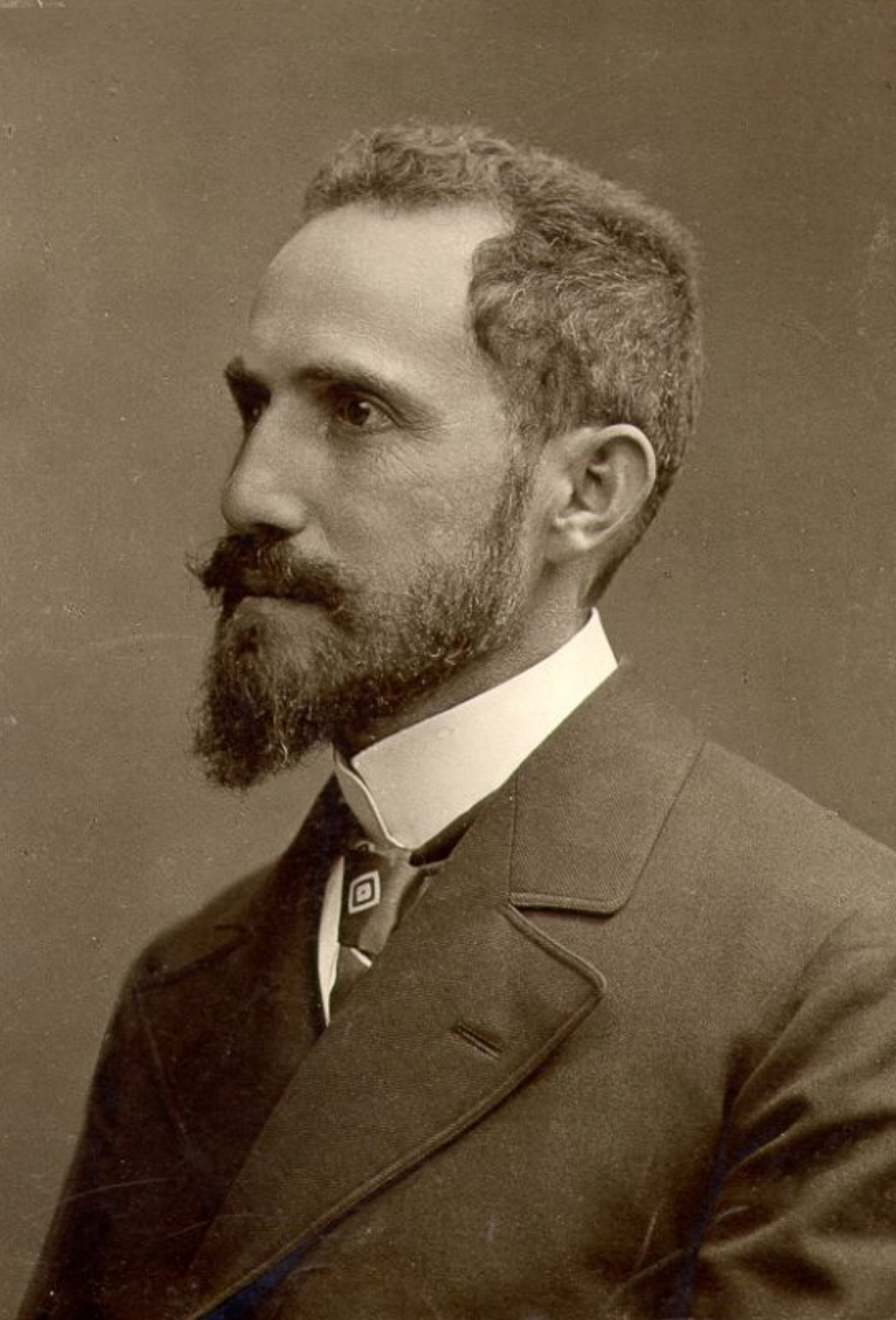

Willy Marckwald (Jakobskirch, Reino de Prusia, 5 de diciembre de 1864 - Rolândia, Brasil, 1942) fue un químico alemán, y profesor de química de la Universidad de Berlín. Fue uno de los primeros en aislar el elemento químico polonio, junto a sus descubridores Pierre Curie y Maria Sklodowska-Curie. Debido a su origen judío hubo de emigrar a Brasil en 1932, lugar donde residió hasta su muerte en 1942.

## Descubrimiento del polonio
Tras unos experimentos con pechblenda realizados en 1898, Pierre y María Curie habían predicho la existencia de un nuevo elemento, al que llamaron polonio. Marckwald dudaba de si se traba de un elemento o un compuesto pero el mismo realizó una serie de experimentos con pechblenda para estudiar las propiedades de las sustancias a las que llamó fototrópicas (hoy llamadas radiactivas). Tras continuados estudios, en 1903 afirmó haber aislado un nuevo elemento al que llamó radiotelurio.
Tras unos experimentos de María Curie, demostró que el elemento de Marckwald tenía las mismas propiedades y se trataba del mismo elemento al que los esposos Curie habían llamado polonio.

## Otros estudios
También hizo aportaciones de interés en química orgánica: 

### Reacción de Gabriel-Marckwald
Esta reacción permite la síntesis de aziridinas (etileniminas) por eliminación de haluros de hidrógeno a partir de haloaminas (derivado halogenado de amina) alifáticas vecinales tratadas con álcalis. El método permite obtener aminas cíclicas de 3 hasta 6 átomos de carbono.

### Resolución cinética
Estudió la resolución cinética, un mecanismo enantioselectivo por el que dos enantiómeros muestran diferentes velocidades de reacción. 

### Catálisis asimétrica
En 1904 realizó la primera catálisis asimétrica, uno de los campos de la síntesis asimétrica, un mecanismo que permite obtener sustancias ópticamente activas, a partir de compuestos de constitución simétrica. Se trataba de una descarboxilación enantioselectiva de un derivado de ácido malónico, el ácido 2-etil-2-metilmalónico mediada por la brucina para dar el ácido 2-metilbutírico con un exceso de un 10% de enantiómero.